# 赖兴贝格 (莱茵兰-普法尔茨州)
赖兴贝格是德国莱茵兰-普法尔茨州的一个市镇。总面积3.23平方公里，总人口178人，其中男性85人，女性93人（2011年12月31日），人口密度55人/平方公里。